# Institution of Engineering and Technology

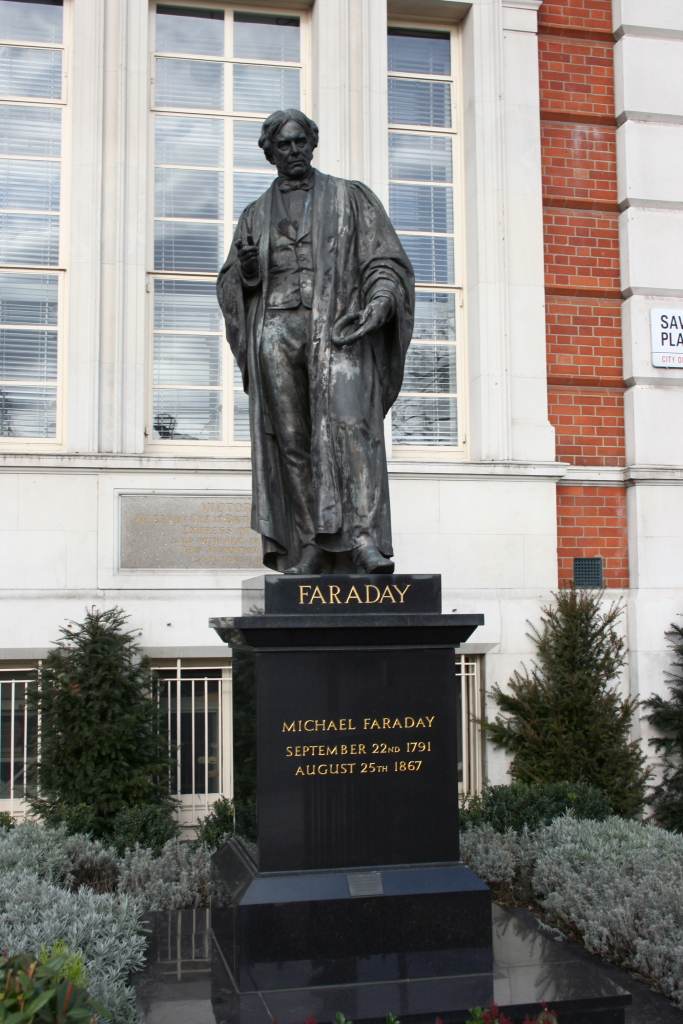
Standbeeld van Michael Faraday voor Savoy Place, het Londense hoofdkwartier van de IET.

Het Institution of Engineering and Technology (IET) is een Britse beroepsorganisatie van ingenieurs. De organisatie is in 2006 ontstaan uit de fusie van het Institution of Electrical Engineers (IEE, opgericht in 1871) en het Institution of Incorporated Engineers (IIE). De organisatie heeft wereldwijd meer dan 167.000 leden. Na het Amerikaanse IEEE is het de grootste organisatie van op zijn gebied ter wereld. De twee hoofdkantoren van de IET zijn gevestigd in Londen en in Stevenage.
De IET speelt wereldwijd een belangrijke rol door het uitgeven van  wetenschappelijke tijdschriften en standaarden en het organiseren van congressen.